# Liu Shiwen
Liu Shiwen (chiń. upr. 刘诗雯; chiń. trad. 劉詩雯; pinyin Liú Shīwén; ur. 12 kwietnia 1991 w Liaoning) – chińska tenisistka stołowa, mistrzyni olimpijska, medalistka mistrzostw świata.